# Банџармасин
Банџармасин (инд. Kota Banjarmasin) главни је град провинције Јужни Калимантан на индонежанском острву Борнео.
Град се налази на острву у делти близу споја река Барито и Мартапура. Због тога га понекад зову „речни град“. Банџармасин има око 572.000 становника.
Преко градске луке извозе се: бибер, угаљ, нафтни производи, злато, дијаманти и друга роба.

## Демографија
| 2010.   |
| ------- |
| 625.395 |